# Verlagsgruppe Hüthig Jehle Rehm
Die Verlagsgruppe Hüthig Jehle Rehm GmbH (HJR) ist ein deutscher Fachverlag mit Standorten in München und Heidelberg (juristischer Stammsitz). Der Schwerpunkt des Angebots liegt im Bereich der öffentlichen Verwaltung, der evangelischen Kirche und der Diakonie mit den Themenfeldern Arbeits- und Tarifrecht, Beamtenrecht, Personalmanagement,  Personalvertretungsrecht, Kindergeldrecht, Baurecht, Haushaltsrecht, Vergabe und Beschaffung. Die Verlagsgruppe gehört zur Südwestdeutsche Medien Holding (SWMH).

## Geschichte
Der heutige Verlag geht auf mehrere Anfang des 20. Jahrhunderts gegründete Verlage zurück. Im Jahr 1912 wurde der Kommunalschriften-Verlag J.Jehle gegründet und 1934 der Verlag für Verwaltungspraxis Franz Rehm. Im Jahr 1996 erfolgte die Verschmelzung des Verlags Rehm mit dem Verlag J. Jehle. Der inzwischen auf juristische Werke spezialisierte Verlag Jehle Rehm ging im Jahr 2001 an den Süddeutschen Verlag über.
1925 gründete Alfred Hüthig in Heidelberg den Hüthig Verlag. Dessen Schwerpunkt waren zunächst Fachzeitschriften über Technik, Handwerk und Wirtschaft. Der Hüthig Verlag wurde 1999 vom Süddeutschen Verlag übernommen, der wiederum 2007 in das Mehrheitseigentum der SWMH überging. Im Jahr 2004 wurden der Bereich Recht, Wirtschaft, Steuern aus dem Hüthig Verlag herausgelöst und mit Jehle Rehm zusammengelegt. Die übrigen Unternehmensteile blieben bei der Konzern-Schwestergesellschaft Hüthig GmbH.
Zum 1. Dezember 2016 wurde der Otto Bauer Verlag übernommen und als Marke fortgeführt. Er war 1945 als allgemeiner Verlag für evangelisches Schrifttum gegründet worden, ist inzwischen aber auf Arbeits- und Kirchenrecht spezialisiert.

## Verlagsmarken
- Jehle: Der Kommunalschriften-Verlag J. Jehle veröffentlicht Fachinformationen für die Kommunalverwaltungen insbesondere in Bayern, u. a. Kämmerei, Bürgermeister und Bauamt.
- Rehm: Im Verlag für Verwaltungspraxis Franz Rehm entstehen gedruckte und elektronische Produkte für den öffentlichen Dienst, u. a. Personalverantwortliche, Kindergeldsachbearbeiter, Personalräte und Bezügerechner. Unter dieser Marke erscheinen Kommentierungen zum TVöD und das Lexikon für das Lohnbüro.[3]
- R. v. Decker:[7] Gegründet 1713, ist ein Themenschwerpunkt dieser Marke die Justiz. Anfang des 20. Jahrhunderts wurde hierunter u. a. die größte weltweit erschienene handelsrechtliche Enzyklopädie herausgegeben.[8]
- Otto Bauer: Publikationen zu Arbeitsrecht und Kirchenrecht der Evangelischen Kirche und ihrer Diakonie.[9]

## Unternehmensstruktur
Zur Verlagsgruppe Hüthig Jehle Rehm GmbH gehören die Tochterunternehmen Datakontext als Dienstleister für Entgeltabrechnung, Datenschutz und IT-Sicherheit und Ecomed-Storck, das Fachliteratur zu Gefahrgut und Gefahrstoffen, Arbeitssicherung und Medizin herausgibt.